# Sin-ui
Sin-ui (신의?, lett. Il dottore celeste; titolo internazionale Great Doctor, meglio conosciuto come Faith) è un drama sudcoreano trasmesso su SBS dal 13 agosto al 30 ottobre 2012.

## Trama
Goryeo, metà del 1300 circa. Re Gongmin e la sua sposa, la principessa Noguk della dinastia Yuan, vengono attaccati mentre tornano nel loro regno e la regina viene gravemente ferita. Seguendo il consiglio degli indovini, il re ordina alla sua guardia del corpo Choi Young di attraversare un portale magico e trovare "il dottore del cielo". Dal suo viaggio nel futuro, Choi Young porta Yoo Eun-soo, una dottoressa della Seul moderna, che salva la vita della regina; tuttavia, nonostante Choi Young le prometta di riportarla a casa, il re la costringe a restare. Mentre Eun-soo si abitua al nuovo ambiente, lei e Choi Young s'innamorano, ma la stranezza e l'apparente abilità di predire il futuro rendono Eun-soo una pedina nel gioco di potere tra re Gongmin, i grandi signori di Yuan e il nobile sociopatico Gi Chul, che tenta più volte di rapirla.

## Personaggi
- Generale Choi Young, interpretato da Lee Min-ho.
- Yoo Eun-soo, interpretata da Kim Hee-sun.
- Gi Chul, interpretato da Yoo Oh-sung.
- Re Gongmin, interpretato da Ryu Deok-hwan.
- Regina Noguk, interpretata da Park Se-young.
- Jang Bin, interpretato da Lee Phillip.
- Chun Eum-ja, interpretato da Sung Hoon.
- Hwasuin, interpretata da Shin Eun-jung.
- Jo Il-shin, interpretato da Lee Byung-joon.
- Cortigiana Choi, interpretata da Kim Mi-kyung.
- Sohn Yoo, interpretato da Park Sang-won.
- Bae Choong-seok, interpretato da Baek Kwang-doo.
- Oh Dae-man, interpretato da Kim Jong-moon.
- Deol-bae, interpretato da Kang Chang-mook.
- Deok-man, interpretato da Yoon Kyun-sang.
- Deo-ki, interpretata da Kim Soo-yeon.
- Principe Deokheung, interpretato da Park Yoon-jae.
- Joo Seok, interpretato da Jung Yoo-chan.
- Ahn Do-chi, interpretato da Kwon Min.

## Ascolti
| Episodio | Data di trasmissione | Dati TNSM           | Dati TNSM                  | Dati AGB            | Dati AGB                   |
| Episodio | Data di trasmissione | A livello nazionale | Area metropolitana di Seul | A livello nazionale | Area metropolitana di Seul |
| -------- | -------------------- | ------------------- | -------------------------- | ------------------- | -------------------------- |
| 1        | 13 agosto 2012       | 12,2%               | 13,8%                      | 9,4%                | 10,8%                      |
| 2        | 14 agosto 2012       | 11,8%               | 13,1%                      | 10,3%               | 11,4%                      |
| 3        | 20 agosto 2012       | 13,4%               | 15,8%                      | 10,3%               | 11,6%                      |
| 4        | 21 agosto 2012       | 13,2%               | 15,5%                      | 11,5%               | 12,8%                      |
| 5        | 27 agosto 2012       | 12,9%               | 14,5%                      | 10,6%               | 10,6%                      |
| 6        | 28 agosto 2012       | 13,1%               | 14,8%                      | 12,2%               | 13,5%                      |
| 7        | 3 settembre 2012     | 12,3%               | 13,9%                      | 9,8%                | 10,9%                      |
| 8        | 4 settembre 2012     | 12,6%               | 13,9%                      | 11,0%               | 12,4%                      |
| 9        | 10 settembre 2012    | 11,6%               | 12,8%                      | 11,8%               | 13,2%                      |
| 10       | 11 settembre 2012    | 11,7%               | 13,0%                      | 11,2%               | 11,4%                      |
| 11       | 17 settembre 2012    | 11,8%               | 13,5%                      | 10,4%               | 11,3%                      |
| 12       | 18 settembre 2012    | 11,2%               | 12,2%                      | 10,1%               | 11,0%                      |
| 13       | 24 settembre 2012    | 10,7%               | 12,2%                      | 9,7%                | 10,9%                      |
| 14       | 25 settembre 2012    | 10,2%               | 11,6%                      | 9,0%                | 9,7%                       |
| 15       | 1º ottobre 2012      | 11,1%               | 12,7%                      | 9,3%                | 9,9%                       |
| 16       | 2 ottobre 2012       | 9,6%                | 10,2%                      | 9,5%                | 9,7%                       |
| 17       | 8 ottobre 2012       | 13,2%               | 14,1%                      | 10,5%               | 11,4%                      |
| 18       | 9 ottobre 2012       | 11,5%               | 13,0%                      | 9,9%                | 10,6%                      |
| 19       | 15 ottobre 2012      | 9,2%                | 10,6%                      | 8,8%                | 9,5%                       |
| 20       | 16 ottobre 2012      | 10,7%               | 11,9%                      | 9,9%                | 10,9%                      |
| 21       | 22 ottobre 2012      | 10,2%               | 11,7%                      | 9,3%                | 10,5%                      |
| 22       | 23 ottobre 2012      | 9,7%                | 11,6%                      | 8,9%                | 10,0%                      |
| 23       | 29 ottobre 2012      | 9,1%                | 10,3%                      | 8,7%                | 9,7%                       |
| 24       | 30 ottobre 2012      | 10,5%               | 11,4%                      | 10,1%               | 10,9%                      |
| Media    | Media                | 11,4%               | 12,8%                      | 10,1%               | 11,0%                      |

## Colonna sonora
1. Carry On – ALi
2. Because My Steps Are Slow (걸음이 느려서) – Shin Yong-jae
3. Bad Person (나쁜사람) – Jang Hye-jin e MC Sniper
4. Look At You (그대를 봅니다) – Sung-hun dei Brown Eyed Soul
5. The Wind's Song (바람의 노래) – Young-jun dei Brown Eyed Soul
6. Because It's You (그대니까)
7. Faith (Main Title - Choral Ver.)
8. I Am Woodalchi (Great Big Choi Young)
9. White Night
10. Knife Wind
11. Witch Prayer
12. Worry or Afraid
13. Missing You
14. Happy Dance
15. You & Me
16. The Dangerous Time
17. Move & Run (Original Ver.)
18. The Palace Story
19. Dancing in the Moonlight
20. Smile (Lovely Face - Eun-soo)
21. Sadness (Pf String Ver.)
22. The Blade of Red-Moon
23. Shadow Man
24. Attack Point
25. Moon of the Princess
26. Tears of Soldier
27. Forever (Carry On - Pf Ver.)
28. Flower Garden
29. The Justice
30. Trick
31. War of the Fire
32. Old Market
33. Bloody Warrior
34. Bad Table
35. I Am Woodalchi (String Ver.)
36. Move & Run (String Ver.)
37. Faith (Main Title - String Ver.)

## Riconoscimenti
| Anno | Premio                                  | Categoria                                                | Ricevente     | Risultato       |
| ---- | --------------------------------------- | -------------------------------------------------------- | ------------- | --------------- |
| 2012 | Korean Culture and Entertainment Awards | Premio alla massima eccellenza, attrice                  | Kim Hee-sun   | Vincitore/trice |
| 2012 | SBS Drama Awards                        | Premio alla massima eccellenza, attore in una miniserie  | Lee Min-ho    | Vincitore/trice |
| 2012 | SBS Drama Awards                        | Premio alla massima eccellenza, attrice in una miniserie | Kim Hee-sun   | Candidato/a     |
| 2012 | SBS Drama Awards                        | Premio all'eccellenza, attore in una miniserie           | Yu Oh-seong   | Candidato/a     |
| 2012 | SBS Drama Awards                        | Premio speciale, attore in una miniserie                 | Ryu Deok-hwan | Candidato/a     |
| 2012 | SBS Drama Awards                        | Premio speciale, attrice in una miniserie                | Shin Eun-jung | Candidato/a     |
| 2012 | SBS Drama Awards                        | Premio nuova stella                                      | Park Se-young | Vincitore/trice |
| 2012 | SBS Drama Awards                        | Migliori dieci stelle                                    | Lee Min-ho    | Vincitore/trice |
| 2012 | SBS Drama Awards                        | Premio popolarità                                        | Lee Min-ho    | Candidato/a     |
| 2012 | SBS Drama Awards                        | Premio popolarità                                        | Kim Hee-sun   | Candidato/a     |
| 2013 | Baeksang Arts Awards                    | Miglior nuova attrice (TV)                               | Park Se-young | Candidato/a     |
| 2013 | Baeksang Arts Awards                    | Attore più popolare (TV)                                 | Lee Min-ho    | Candidato/a     |
| 2013 | Baeksang Arts Awards                    | Attrice più popolare (TV)                                | Park Se-young | Candidato/a     |
| 2013 | Seoul International Drama Awards        | Premio popolarità                                        | Lee Min-ho    | Candidato/a     |
| 2014 | GyaO! Entertainment Awards              | Miglior drama coreano                                    |               | Vincitore/trice |